# Campeonato Mundial de Balonmano Masculino de 2025
El XXIX Campeonato Mundial de Balonmano Masculino se celebró conjuntamente en Croacia, Dinamarca y Noruega entre el 14 de enero y el 2 de febrero de 2025 bajo la organización de la Federación Internacional de Balonmano (IHF) y las federaciones de balonmano de los tres países organizadores.
Un total de treinta y dos selecciones nacionales compitieron por el título mundial, cuyo anterior portador era el equipo de Dinamarca, vencedor del Mundial de 2023.
El equipo de Dinamarca conquistó su cuarto título mundial al derrotar en la final a la selección de Croacia con un marcador de 26-32. En el partido por el tercer lugar el conjunto de Francia venció al de Portugal.

## Clasificación
| Competición                            | Fecha                                       | Sede                         | Plazas | Equipos clasificados                                                                                               |
| -------------------------------------- | ------------------------------------------- | ---------------------------- | ------ | --- |
| País anfitrión                         | –                                           | –                            | 3      | Croacia Dinamarca Noruega                                                                                          |
| Campeonato Mundial                     | 11 – 29 de enero de 2023                    | Polonia · Suecia             | 1      | Francia |
| Campeonato Centro y Sudamericano       | 16 – 20 de enero de 2024                    | Buenos Aires ( Argentina)    | 3      | Argentina Brasil Chile                                                                                             |
| Campeonato Asiático                    | 11 – 25 de enero de 2024                    | Baréin                       | 4      | Baréin Catar Japón Kuwait                                                                                          |
| Campeonato Africano                    | 17 – 27 de enero de 2024                    | El Cairo · ( Egipto)         | 5      | Argelia Cabo Verde Egipto Guinea Túnez                                                                             |
| Campeonato Europeo                     | 10 – 28 de enero de 2024                    | Alemania                     | 2      | Alemania Suecia |
| Campeonato Norteamericano y del Caribe | 6 – 12 de mayo de 2024                      | Ciudad de México · ( México) | 1      | Cuba |
| Proceso europeo de clasificación       | 1 de noviembre de 2023 – 12 de mayo de 2024 | –                            | 11     | Austria Eslovenia España Hungría Islandia Italia Macedonia del Norte Países Bajos Polonia Portugal República Checa |
| Invitación                             | –                                           | –                            | 2      | Estados Unidos Suiza                                                                                               |
| TOTAL                                  |                                             |                              | 32     | 32 |

## Sedes
| Foto | Grupo                  | Ciudad               | Instalación         | Capacidad |
| ---- | ---------------------- | -------------------- | ------------------- | --------- |
|      | A, B y I               | Herning ( Dinamarca) | Jyske Bank Boxen    | 15 000    |
|      | D y II                 | Varaždin ( Croacia)  | Varaždin Arena      | 5200      |
| 0    | C                      | Poreč ( Croacia)     | Žatika Sport Centre | 3500      |
|      | H, G, IV y Fase final  | Zagreb ( Croacia)    | Arena Zagreb        | 15 200    |
|      | E, F, III y Fase final | Oslo ( Noruega)      | Telenor Arena       | 13 950    |

## Árbitros
La IHF anunció el 14 de noviembre de 2024 la lista de las 24 parejas de árbitros.
| País                 | Árbitros                            |
| -------------------- | ----------------------------------- |
| Alemania             | Robert Schulze Tobias Tönnies       |
| Argelia              | Youcef Beljiri Sid Ali Hamidi       |
| Argentina            | Julián López Grillo Sebastián Lenci |
| Argentina            | María Paolantoni Mariana García     |
| Austria              | Denis Bolic Christoph Hurich        |
| Bosnia y Herzegovina | Amar Konjičanin Dino Konjičanin     |
| Croacia              | Ante Mikelič Petar Paradina         |
| Dinamarca            | Mads Hansen Jesper Madsen           |
| Eslovaquia           | Andrej Budzák Michaal Záhradník     |
| Eslovenia            | Bojan Lah David Sok                 |
| España               | Javier Álvarez Yon Bustamante       |
| España               | Ignacio García Andreu Marín         |

| País                | Árbitros                         |
| ------------------- | -------------------------------- |
| Francia             | Karim Gasmi Raouf Gasmi          |
| Hungría             | Ádám Bíró Olivér Kiss            |
| Irán                | Ahmad Gueisarian Amir Gueisarian |
| Macedonia del Norte | Guiorgui Nachevski Slave Nikolov |
| Moldavia            | Alexei Covalciuc Igor Covalciuc  |
| Montenegro          | Ivan Pavićević Miloš Ražnatović  |
| Noruega             | Håvard Kleven Lars Jørum         |
| República Checa     | Václav Horáček Jiří Novotný      |
| Rumania             | Cristina Lovin Simona Stacu      |
| Serbia              | Marko Sekulić Vladimir Jovandić  |
| Suecia              | Mirza Kurtagic Mattias Wetterwik |
| Uruguay             | Mathias Sosa Cristian Lemes      |

## Grupos
El sorteo de los grupos se llevó a cabo el 29 de mayo de 2024 en Zagreb (Croacia).
| Grupo A         | Grupo B   | Grupo C | Grupo D             |
| --------------- | --------- | ------- | ------------------- |
| Alemania        | Dinamarca | Francia | Hungría             |
| República Checa | Italia    | Austria | Países Bajos        |
| Polonia         | Argelia   | Catar   | Macedonia del Norte |
| Suiza           | Túnez     | Kuwait  | Guinea              |

| Grupo E        | Grupo F | Grupo G    | Grupo H   |
| -------------- | ------- | ---------- | --------- |
| Noruega        | Suecia  | Eslovenia  | Egipto    |
| Portugal       | España  | Islandia   | Croacia   |
| Brasil         | Japón   | Cuba       | Argentina |
| Estados Unidos | Chile   | Cabo Verde | Baréin    |

## Primera fase
- Todos los partidos en la hora local de Croacia/Dinamarca/Noruega (UTC+1).

Los primeros tres de cada grupo alcanzan la segunda fase. Los equipos restantes juegan entre sí por los puestos 25 a 32.

### Grupo A
| Equipo          | J | G | E | P | GF | GC | DG  | PTS |
| --------------- | - | - | - | - | -- | -- | --- | --- |
| Alemania        | 3 | 3 | 0 | 0 | 95 | 79 | +16 | 6   |
| Suiza           | 3 | 1 | 1 | 1 | 76 | 76 | 0   | 3   |
| República Checa | 3 | 0 | 2 | 1 | 58 | 65 | -7  | 2   |
| Polonia         | 3 | 0 | 1 | 2 | 75 | 84 | -9  | 1   |

- Resultados

| Fecha | Hora  | Partido¹        | Partido¹ | Partido¹        | Resultado |
| ----- | ----- | --------------- | -------- | --------------- | --------- |
| 15.01 | 18:00 | República Checa | -        | Suiza           | 17-17     |
| 15.01 | 20:30 | Alemania        | -        | Polonia         | 35-28     |
| 17.01 | 18:00 | República Checa | -        | Polonia         | 19-19     |
| 17.01 | 20:30 | Suiza           | -        | Alemania        | 29-31     |
| 19.01 | 15:30 | Polonia         | -        | Suiza           | 28-30     |
| 19.01 | 18:00 | Alemania        | -        | República Checa | 29-22     |

- (¹) – Todos en Herning.

### Grupo B
| Equipo    | J | G | E | P | GF  | GC  | DG  | PTS |
| --------- | - | - | - | - | --- | --- | --- | --- |
| Dinamarca | 3 | 3 | 0 | 0 | 118 | 63  | +55 | 6   |
| Italia    | 3 | 2 | 0 | 1 | 84  | 87  | -3  | 4   |
| Túnez     | 3 | 1 | 0 | 2 | 72  | 89  | -17 | 2   |
| Argelia   | 3 | 0 | 0 | 3 | 70  | 105 | -35 | 0   |

- Resultados

| Fecha | Hora  | Partido¹  | Partido¹ | Partido¹  | Resultado |
| ----- | ----- | --------- | -------- | --------- | --------- |
| 14.01 | 17:30 | Italia    | -        | Túnez     | 32-25     |
| 14.01 | 20:30 | Dinamarca | -        | Argelia   | 47-22     |
| 16.01 | 18:00 | Italia    | -        | Argelia   | 32-23     |
| 16.01 | 20:30 | Túnez     | -        | Dinamarca | 21-32     |
| 18.01 | 18:00 | Argelia   | -        | Túnez     | 25-26     |
| 18.01 | 20:30 | Dinamarca | -        | Italia    | 39-20     |

- (¹) – Todos en Herning.

### Grupo C
| Equipo  | J | G | E | P | GF  | GC  | DG  | PTS |
| ------- | - | - | - | - | --- | --- | --- | --- |
| Francia | 3 | 3 | 0 | 0 | 115 | 65  | +50 | 6   |
| Austria | 3 | 2 | 0 | 1 | 92  | 87  | +5  | 4   |
| Catar   | 3 | 1 | 0 | 2 | 70  | 87  | -17 | 2   |
| Kuwait  | 3 | 0 | 0 | 3 | 67  | 105 | -38 | 0   |

- Resultados

| Fecha | Hora  | Partido¹ | Partido¹ | Partido¹ | Resultado |
| ----- | ----- | -------- | -------- | -------- | --------- |
| 14.01 | 18:00 | Francia  | -        | Catar    | 37-19     |
| 14.01 | 20:30 | Austria  | -        | Kuwait   | 37-26     |
| 16.01 | 18:00 | Kuwait   | -        | Francia  | 19-43     |
| 16.01 | 20:30 | Austria  | -        | Catar    | 28-26     |
| 18.01 | 18:00 | Francia  | -        | Austria  | 35-27     |
| 18.01 | 20:30 | Catar    | -        | Kuwait   | 25-22     |

- (¹) – Todos en Poreč.

### Grupo D
| Equipo              | J | G | E | P | GF  | GC  | DG  | PTS |
| ------------------- | - | - | - | - | --- | --- | --- | --- |
| Hungría             | 3 | 2 | 1 | 0 | 98  | 77  | +21 | 5   |
| Países Bajos        | 3 | 2 | 0 | 1 | 109 | 91  | +18 | 4   |
| Macedonia del Norte | 3 | 1 | 1 | 1 | 88  | 84  | +4  | 3   |
| Guinea              | 3 | 0 | 0 | 3 | 61  | 104 | -43 | 0   |

- Resultados

| Fecha | Hora  | Partido¹            | Partido¹ | Partido¹            | Resultado |
| ----- | ----- | ------------------- | -------- | ------------------- | --------- |
| 15.01 | 18:00 | Países Bajos        | -        | Guinea              | 40-23     |
| 15.01 | 20:30 | Hungría             | -        | Macedonia del Norte | 27-27     |
| 17.01 | 18:00 | Países Bajos        | -        | Macedonia del Norte | 37-32     |
| 17.01 | 20:30 | Guinea              | -        | Hungría             | 18-35     |
| 19.01 | 18:00 | Macedonia del Norte | -        | Guinea              | 29-20     |
| 19.01 | 20:30 | Hungría             | -        | Países Bajos        | 36-32     |

- (¹) – Todos en Varaždin.

### Grupo E
| Equipo         | J | G | E | P | GF | GC | DG  | PTS |
| -------------- | - | - | - | - | -- | -- | --- | --- |
| Portugal       | 3 | 3 | 0 | 0 | 91 | 75 | +16 | 6   |
| Brasil         | 3 | 2 | 0 | 1 | 86 | 80 | +6  | 4   |
| Noruega        | 3 | 1 | 0 | 2 | 87 | 77 | +10 | 2   |
| Estados Unidos | 3 | 0 | 0 | 3 | 62 | 94 | -32 | 0   |

- Resultados

| Fecha | Hora  | Partido¹       | Partido¹ | Partido¹       | Resultado |
| ----- | ----- | -------------- | -------- | -------------- | --------- |
| 15.01 | 18:00 | Portugal       | -        | Estados Unidos | 30-21     |
| 15.01 | 20:30 | Noruega        | -        | Brasil         | 26-29     |
| 17.01 | 18:00 | Portugal       | -        | Brasil         | 30-26     |
| 17.01 | 20:30 | Estados Unidos | -        | Noruega        | 17-33     |
| 19.01 | 18:00 | Brasil         | -        | Estados Unidos | 31-24     |
| 19.01 | 20:30 | Noruega        | -        | Portugal       | 28-31     |

- (¹) – Todos en Oslo.

### Grupo F
| Equipo | J | G | E | P | GF  | GC  | DG  | PTS |
| ------ | - | - | - | - | --- | --- | --- | --- |
| Suecia | 3 | 2 | 1 | 0 | 110 | 80  | +30 | 5   |
| España | 3 | 2 | 1 | 0 | 99  | 71  | +28 | 5   |
| Chile  | 3 | 1 | 0 | 2 | 83  | 99  | -16 | 2   |
| Japón  | 3 | 0 | 0 | 3 | 67  | 109 | -42 | 0   |

- Resultados

| Fecha | Hora  | Partido¹ | Partido¹ | Partido¹ | Resultado |
| ----- | ----- | -------- | -------- | -------- | --------- |
| 16.01 | 18:00 | España   | -        | Chile    | 31-22     |
| 16.01 | 20:30 | Suecia   | -        | Japón    | 39-21     |
| 18:01 | 18:00 | España   | -        | Japón    | 39-20     |
| 18.01 | 20:30 | Chile    | -        | Suecia   | 30-42     |
| 20.01 | 18:00 | Japón    | -        | Chile    | 26-31     |
| 20.01 | 20:30 | Suecia   | -        | España   | 29-29     |

- (¹) – Todos en Oslo.

### Grupo G
| Equipo     | J | G | E | P | GF | GC  | DG  | PTS |
| ---------- | - | - | - | - | -- | --- | --- | --- |
| Islandia   | 3 | 3 | 0 | 0 | 97 | 58  | +39 | 6   |
| Eslovenia  | 3 | 2 | 0 | 1 | 95 | 66  | +29 | 4   |
| Cabo Verde | 3 | 1 | 0 | 2 | 83 | 98  | -15 | 2   |
| Cuba       | 3 | 0 | 0 | 3 | 66 | 119 | -53 | 0   |

- Resultados

| Fecha | Hora  | Partido¹   | Partido¹ | Partido¹   | Resultado |
| ----- | ----- | ---------- | -------- | ---------- | --------- |
| 16.01 | 18:00 | Eslovenia  | -        | Cuba       | 41-19     |
| 16.01 | 20:30 | Islandia   | -        | Cabo Verde | 34-21     |
| 18:01 | 18:00 | Cabo Verde | -        | Eslovenia  | 24-36     |
| 18.01 | 20:30 | Islandia   | -        | Cuba       | 40-19     |
| 20.01 | 18:00 | Cuba       | -        | Cabo Verde | 28-38     |
| 20.01 | 20:30 | Eslovenia  | -        | Islandia   | 18-23     |

- (¹) – Todos en Zagreb.

### Grupo H
| Equipo    | J | G | E | P | GF  | GC | DG  | PTS |
| --------- | - | - | - | - | --- | -- | --- | --- |
| Egipto    | 3 | 3 | 0 | 0 | 102 | 73 | +29 | 6   |
| Croacia   | 3 | 2 | 0 | 1 | 93  | 68 | +25 | 4   |
| Argentina | 3 | 1 | 0 | 2 | 69  | 97 | -28 | 2   |
| Baréin    | 3 | 0 | 0 | 3 | 71  | 97 | -26 | 0   |

- Resultados

| Fecha | Hora  | Partido¹  | Partido¹ | Partido¹  | Resultado |
| ----- | ----- | --------- | -------- | --------- | --------- |
| 15.01 | 18:00 | Egipto    | -        | Argentina | 39-25     |
| 15.01 | 20:30 | Croacia   | -        | Baréin    | 36-22     |
| 17.01 | 18:00 | Baréin    | -        | Egipto    | 24-35     |
| 17.01 | 20:30 | Croacia   | -        | Argentina | 33-18     |
| 19.01 | 18:00 | Argentina | -        | Baréin    | 26-25     |
| 19.01 | 20:30 | Egipto    | -        | Croacia   | 28-24     |

- (¹) – Todos en Zagreb.

## Segunda fase
- Todos los partidos en la hora local de Croacia/Dinamarca/Noruega (UTC+1).

Los primeros dos de cada grupo disputan los cuartos de final.

### Grupo I
| Equipo          | J | G | E | P | GF  | GC  | DG  | PTS |
| --------------- | - | - | - | - | --- | --- | --- | --- |
| Dinamarca       | 5 | 5 | 0 | 0 | 178 | 121 | +57 | 10  |
| Alemania        | 5 | 4 | 0 | 1 | 155 | 137 | +18 | 8   |
| Suiza           | 5 | 2 | 1 | 2 | 144 | 138 | +6  | 5   |
| Italia          | 5 | 2 | 0 | 3 | 129 | 149 | -20 | 4   |
| República Checa | 5 | 1 | 1 | 3 | 111 | 125 | -14 | 3   |
| Túnez           | 5 | 0 | 0 | 5 | 117 | 164 | -47 | 0   |

- Resultados

| Fecha | Hora  | Partido¹        | Partido¹ | Partido¹        | Resultado |
| ----- | ----- | --------------- | -------- | --------------- | --------- |
| 21.01 | 15:30 | Suiza           | -        | Túnez           | 37-26     |
| 21.01 | 18:00 | República Checa | -        | Italia          | 18-25     |
| 21.01 | 20:30 | Dinamarca       | -        | Alemania        | 40-30     |
| 23.01 | 15:30 | Túnez           | -        | República Checa | 26-32     |
| 23.01 | 18:00 | Italia          | -        | Alemania        | 27-34     |
| 23.01 | 20:30 | Dinamarca       | -        | Suiza           | 39-28     |
| 25.01 | 15:30 | Italia          | -        | Suiza           | 25-33     |
| 25.01 | 18:00 | República Checa | -        | Dinamarca       | 22-28     |
| 25.01 | 20:30 | Alemania        | -        | Túnez           | 31-19     |

- (¹) – Todos en Herning.

### Grupo II
| Equipo              | J | G | E | P | GF  | GC  | DG  | PTS |
| ------------------- | - | - | - | - | --- | --- | --- | --- |
| Francia             | 5 | 5 | 0 | 0 | 176 | 129 | +47 | 10  |
| Hungría             | 5 | 3 | 1 | 1 | 151 | 145 | +6  | 7   |
| Países Bajos        | 5 | 2 | 1 | 2 | 172 | 177 | -5  | 5   |
| Macedonia del Norte | 5 | 1 | 2 | 2 | 152 | 159 | -7  | 4   |
| Austria             | 5 | 1 | 2 | 2 | 147 | 156 | -9  | 4   |
| Catar               | 5 | 0 | 0 | 5 | 139 | 171 | -32 | 0   |

- Resultados

| Fecha | Hora  | Partido¹            | Partido¹ | Partido¹            | Resultado |
| ----- | ----- | ------------------- | -------- | ------------------- | --------- |
| 21.01 | 15:30 | Austria             | -        | Macedonia del Norte | 29-29     |
| 21.01 | 18:00 | Catar               | -        | Países Bajos        | 37-38     |
| 21.01 | 21:00 | Hungría             | -        | Francia             | 30-37     |
| 23.01 | 15:30 | Macedonia del Norte | -        | Catar               | 39-34     |
| 23.01 | 18:00 | Países Bajos        | -        | Francia             | 28-35     |
| 23.01 | 20:30 | Hungría             | -        | Austria             | 29-26     |
| 25.01 | 15:30 | Países Bajos        | -        | Austria             | 37-37     |
| 25.01 | 18:00 | Catar               | -        | Hungría             | 23-29     |
| 25.01 | 20:30 | Francia             | -        | Macedonia del Norte | 32-25     |

- (¹) – Todos en Varaždin.

### Grupo III
| Equipo   | J | G | E | P | GF  | GC  | DG  | PTS |
| -------- | - | - | - | - | --- | --- | --- | --- |
| Portugal | 5 | 4 | 1 | 0 | 179 | 148 | +31 | 9   |
| Brasil   | 5 | 4 | 0 | 1 | 136 | 129 | +7  | 8   |
| Noruega  | 5 | 3 | 0 | 2 | 147 | 130 | +17 | 6   |
| Suecia   | 5 | 1 | 2 | 2 | 156 | 152 | +4  | 4   |
| España   | 5 | 1 | 1 | 3 | 138 | 137 | +1  | 3   |
| Chile    | 5 | 0 | 0 | 5 | 126 | 186 | -60 | 0   |

- Resultados

| Fecha | Hora  | Partido¹ | Partido¹ | Partido¹ | Resultado |
| ----- | ----- | -------- | -------- | -------- | --------- |
| 22.01 | 15:30 | Brasil   | -        | Chile    | 28-24     |
| 22.01 | 18:00 | Suecia   | -        | Portugal | 37-37     |
| 22.01 | 20:30 | Noruega  | -        | España   | 25-24     |
| 24.01 | 15:30 | España   | -        | Portugal | 29-35     |
| 24.01 | 18:00 | Suecia   | -        | Brasil   | 24-27     |
| 24.01 | 20:30 | Chile    | -        | Noruega  | 22-39     |
| 26.01 | 15:30 | Portugal | -        | Chile    | 46-28     |
| 26.01 | 18:00 | España   | -        | Brasil   | 25-26     |
| 26.01 | 20:30 | Noruega  | -        | Suecia   | 29-24     |

- (¹) – Todos en Oslo.

### Grupo IV
| Equipo     | J | G | E | P | GF  | GC  | DG  | PTS |
| ---------- | - | - | - | - | --- | --- | --- | --- |
| Croacia    | 5 | 4 | 0 | 1 | 162 | 122 | +40 | 8   |
| Egipto     | 5 | 4 | 0 | 1 | 148 | 125 | +23 | 8   |
| Islandia   | 5 | 4 | 0 | 1 | 140 | 116 | +24 | 8   |
| Eslovenia  | 5 | 2 | 0 | 3 | 139 | 125 | +14 | 4   |
| Argentina  | 5 | 1 | 0 | 4 | 117 | 162 | -45 | 2   |
| Cabo Verde | 5 | 0 | 0 | 5 | 119 | 175 | -56 | 0   |

- Resultados

| Fecha | Hora  | Partido¹   | Partido¹ | Partido¹   | Resultado |
| ----- | ----- | ---------- | -------- | ---------- | --------- |
| 22.01 | 15:30 | Eslovenia  | -        | Argentina  | 34-23     |
| 22.01 | 18:00 | Cabo Verde | -        | Croacia    | 24-44     |
| 22.01 | 20:30 | Egipto     | -        | Islandia   | 24-27     |
| 24.01 | 15:30 | Argentina  | -        | Cabo Verde | 30-26     |
| 24.01 | 18:00 | Egipto     | -        | Eslovenia  | 26-25     |
| 24.01 | 20:30 | Croacia    | -        | Islandia   | 32-26     |
| 26.01 | 15:30 | Islandia   | -        | Argentina  | 30-21     |
| 26.01 | 18:00 | Cabo Verde | -        | Egipto     | 24-31     |
| 26.01 | 20:30 | Croacia    | -        | Eslovenia  | 29-26     |

- (¹) – Todos en Zagreb.

## Fase final
- Todos los partidos en la hora local de Croacia/Noruega (UTC+1).

|  | Cuartos de final | Cuartos de final |           |           | Semifinales      | Semifinales      |         |              | Final        | Final        |  |
|  | 28 y 29 de enero | 28 y 29 de enero |           |           | 30 y 31 de enero | 30 y 31 de enero |         |              | 2 de febrero | 2 de febrero |  |
|  |                  |                  |           |           |                  |                  |         |              |              |              |  |
|  |                  |                  |           |           |                  |                  |         |              |              |              |  |
|  | Francia          | 34               |           |           |                  |                  |         |              |              |              |  |
|  | Francia          | 34               |           |           |                  |                  |         |              |              |              |  |
|  | Egipto           | 33               |           |           |                  |                  |         |              |              |              |  |
|  | Egipto           | 33               |           | Francia   | 28               |                  |         |              |              |              |  |
|  |                  |                  |           | Francia   | 28               |                  |         |              |              |              |  |
|  |                  |                  | Croacia   | 31        |                  |                  |         |              |              |              |  |
|  | Croacia          | 31               | Croacia   | 31        |                  |                  |         |              |              |              |  |
|  | Croacia          | 31               |           |           |                  |                  |         |              |              |              |  |
|  | Hungría          | 30               |           |           |                  |                  |         |              |              |              |  |
|  | Hungría          | 30               |           |           |                  |                  |         | Croacia      | 26           |              |  |
|  |                  |                  |           |           |                  |                  |         | Croacia      | 26           |              |  |
|  |                  |                  | Dinamarca | 32        |                  |                  |         |              |              |              |  |
|  | Dinamarca        | 33               | Dinamarca | 32        |                  |                  |         |              |              |              |  |
|  | Dinamarca        | 33               |           |           |                  |                  |         |              |              |              |  |
|  | Brasil           | 21               |           |           |                  |                  |         |              |              |              |  |
|  | Brasil           | 21               |           | Dinamarca | 40               |                  |         | Tercer lugar | Tercer lugar |              |  |
|  |                  |                  |           | Dinamarca | 40               |                  |         | Tercer lugar | Tercer lugar |              |  |
|  |                  |                  | Portugal  | 27        |                  |                  |         |              |              |              |  |
|  | Portugal TE      | 31               | Portugal  | 27        |                  |                  | Francia | 35           |              |              |  |
|  | Portugal TE      | 31               |           |           |                  |                  | Francia | 35           |              |              |  |
|  | Alemania         | 30               |           |           |                  |                  |         |              | Portugal     | 34           |  |
|  | Alemania         | 30               |           |           |                  |                  |         |              | Portugal     | 34           |  |
|  |                  |                  |           |           |                  |                  |         |              |              |              |  |

### Cuartos de final
| Fecha | Hora  | Partido¹  | Partido¹ | Partido¹ | Resultado |
| ----- | ----- | --------- | -------- | -------- | --------- |
| 28.01 | 18:00 | Croacia   | -        | Hungría  | 31-30     |
| 28.01 | 21:00 | Francia   | -        | Egipto   | 34-33     |
| 29.01 | 17:30 | Dinamarca | -        | Brasil   | 33-21     |
| 29.01 | 20:30 | Portugal  | -        | Alemania | 31-30 TE  |

- (¹) – Los dos primeros en Zagreb y los otros en Oslo.

### Semifinales
| Fecha | Hora  | Partido¹  | Partido¹ | Partido¹ | Resultado |
| ----- | ----- | --------- | -------- | -------- | --------- |
| 30.01 | 21:00 | Francia   | -        | Croacia  | 28-31     |
| 31.01 | 20:30 | Dinamarca | -        | Portugal | 40-27     |

- (¹) – El primero en Zagreb y el segundo en Oslo.

### Tercer lugar
| Fecha | Hora  | Partido¹ | Partido¹ | Partido¹ | Resultado |
| ----- | ----- | -------- | -------- | -------- | --------- |
| 02.02 | 15:00 | Francia  | -        | Portugal | 35-34     |

- (¹) – En Oslo.

### Final
| Fecha | Hora  | Partido¹ | Partido¹ | Partido¹  | Resultado |
| ----- | ----- | -------- | -------- | --------- | --------- |
| 02.02 | 18:00 | Croacia  | -        | Dinamarca | 26-32     |

- (¹) – En Oslo.

## Medallero
| Dinamarca | Croacia | Francia |
| Lasse Andersson Thomas Arnoldsen Mathias Gidsel Jannick Green Simon Hald Jóhan Hansen Emil Jakobsen Lukas Jørgensen Niclas Kirkeløkke Magnus Landin Jacobsen Rasmus Lauge Emil Madsen Mads Mensah Larsen Kevin Møller Henrik Møllgaard Emil Nielsen Simon Pytlick Magnus Saugstrup Emil Siersbæk Bergholt | Luka Cindrić Domagoj Duvnjak Filip Glavaš Marin Jelinić Igor Karačić Luka Lovre Klarica Dominik Kuzmanović Tin Lučin Marko Mamić David Mandić Mateo Maraš Ivan Martinović Veron Načinović Ivano Pavlović Ivan Pešić Josip Šimić Marin Šipić Mario Šoštarič Zvonimir Srna Leon Šušnja | Samir Bellahcene Charles Bolzinger Julien Bos Thibaud Briet Rémi Desbonnet Ludovic Fabregas Mathieu Grébille Luka Karabatić Karl Konan Benoît Kounkoud Romain Lagarde Dika Mem Aymeric Minne Dylan Nahi Elohim Prandi Nedim Remili Melvyn Richardson Nicolas Tournat |
| Nikolaj Jacobsen (seleccionador) | Dagur Sigurðsson (seleccionador) | Guillaume Gille (seleccionador) |

## Estadísticas

### Clasificación general
| 1. Dinamarca CM         |
| 2. Croacia              |
| 3. Francia              |
| 4. Portugal             |
| 5. Egipto               |
| 6. Alemania             |
| 7. Brasil               |
| 8. Hungría              |
| 9. Islandia             |
| 10. Noruega             |
| 11. Suiza               |
| 12. Países Bajos        |
| 13. Eslovenia           |
| 14. Suecia              |
| 15. Macedonia del Norte |
| 16. Italia              |
| 17. Austria             |
| 18. España              |
| 19. República Checa     |
| 20. Argentina           |
| 21. Catar               |
| 22. Túnez               |
| 23. Cabo Verde          |
| 24. Chile               |
| 25. Polonia             |
| 26. Estados Unidos      |
| 27. Kuwait              |
| 28. Japón               |
| 29. Baréin              |
| 30. Argelia             |
| 31. Guinea              |
| 32. Cuba                |

### Máximos goleadores
| Núm. | Nombre            | Selección           | Goles | Tiros | %    | Partidos jugados |
| ---- | ----------------- | ------------------- | ----- | ----- | ---- | ---------------- |
| 1    | Mathias Gidsel    | Dinamarca           | 74    | 107   | 69 % | 9                |
| 2    | Dika Mem          | Francia             | 54    | 78    | 69 % | 9                |
| 2    | Francisco Costa   | Portugal            | 54    | 79    | 68 % | 9                |
| 4    | Simon Pytlick     | Dinamarca           | 50    | 67    | 75 % | 9                |
| 5    | Filip Kuzmanovski | Macedonia del Norte | 49    | 71    | 69 % | 6                |
| 6    | Saif Al-Dawani    | Kuwait              | 47    | 81    | 58 % | 7                |
| 7    | Rutger ten Velde  | Países Bajos        | 46    | 58    | 79 % | 6                |
| 8    | Emil Jakobsen     | Dinamarca           | 45    | 61    | 74 % | 9                |
| 9    | Martim Costa      | Portugal            | 44    | 82    | 54 % | 9                |
| 10   | Frankis Marzo     | Catar               | 42    | 76    | 55 % | 6                |

Fuente: 

### Mejores porteros
| Núm. | Nombre              | Equipo    | Paradas | Tiros | %    | Partidos jugados |
| ---- | ------------------- | --------- | ------- | ----- | ---- | ---------------- |
| 1    | Samir Bellahcene    | Francia   | 10      | 23    | 43 % | 2                |
| 2    | Emil Nielsen        | Dinamarca | 125     | 294   | 43 % | 9                |
| 3    | Viktor Hallgrímsson | Islandia  | 67      | 167   | 40 % | 6                |
| 4    | Torbjørn Bergerud   | Noruega   | 59      | 149   | 40 % | 6                |
| 5    | David Späth         | Alemania  | 41      | 106   | 39 % | 4                |
| 6    | Andreas Wolff       | Alemania  | 76      | 201   | 38 % | 6                |
| 7    | Marcel Jastrzębski  | Polonia   | 42      | 113   | 37 % | 6                |
| 7    | Rangel da Rosa      | Brasil    | 71      | 191   | 37 % | 7                |
| 9    | Mateus Nascimento   | Brasil    | 35      | 97    | 36 % | 7                |
| 10   | Urban Lesjak        | Eslovenia | 20      | 56    | 36 % | 4                |

Fuente: 

### Equipo ideal
- Mejor jugador del campeonato —MVP—: Mathias Gidsel ( Dinamarca).

| Posición          | Nombre          | País      |
| ----------------- | --------------- | --------- |
| Portero           | Emil Nielsen    | Dinamarca |
| Extremo derecho   | Mario Šoštarič  | Croacia   |
| Extremo izquierdo | Dylan Nahi      | Francia   |
| Pivote            | Victor Iturriza | Portugal  |
| Central           | Martim Costa    | Portugal  |
| Lateral derecho   | Ivan Martinović | Croacia   |
| Lateral izquierdo | Simon Pytlick   | Dinamarca |

Fuente: 